# Antoine van Bilsen
Antoine Van Bilsen (Diest, 13 de junio de 1913 – Kraainem, 24 de julio de 1996) fue un profesor belga. Fue el impulsor en 1955 de un plan (el llamado Plan van Bilsen) que proponía que Bélgica, entonces potencia colonial del territorio de lo que hoy constituye la República Democrática del Congo, preparara a la élite congoleña antes de que el país accediese a la independencia. Este plan preveía 30 años para esta preparación, pero la conciencia africana respondió con un contra-manifiesto que proponía la anulación de dicho plan y la independencia inmediata, lo que condujo a la crisis congoleña.